# يونس بينغتسون أوكسنستيرنا
يونس بينغتسون (1417 - 15 ديسمبر 1467)؛ كان رجل دين سويديًا وباحثًا في القانون الكنسي ورجل دولة، ورئيس أساقفة أوبسالا (1448–1467)؛ كان حاكم السويد في ظل اتحاد كالمار في عام 1457، بالمناصفة مع إريك أكسلسون، وحيدًا في الفترة ما بين 1465 إلى 1466.

## السيرة الذاتية
ينتسب يونس إلى عائلة أوكسنستيرنا النبيلة، بحيث أنه ابن بينغت يونسون حاكم السويد في 1448، في حين تنتمي والدته كريستينا إلى أسرة فاسا التي تعتبر عمة الأسقف كيتيل كارلسون والذي أصبح حاكم السويد هو الآخر لفترات وجيزة، وكذلك في 1448 تم انتخابه كرئيس أساقفة أوبسالا،         وفي 1 يوليو تمكن من تتويج كارل الثامن ملكاً على السويد، ولكن عندما قام كارل بتجنب مشاكله المالية محاولاً زيادة الضرائب ومصادرة ممتلكات الكنيسة التي أدت إلى انتشار الاستياء بين رجال الدين والشعب، وهكذا وضع بنغتسون نفسه على رأس المعارضة وأعلن عزمه على عدم استئناف ارتداء ثيابه الكنسية حتى يتم نفي كارل من البلاد، تمكن من أُجبر الملك على الاستسلام ومغادرة البلاد نحو المنفى في دانزيغ، وبناءً على ذلك تم الاعتراف رسميًا بمنافس كريستيان الأول ملك الدنمارك كملك للسويد، وتوجه بنفسه في ستوكهولم.
وسرعان ما تبع ذلك استياء عام خاصة عندما وجد كريستيان نفسه في ضائقة مالية كبيرة، مما أدى إلى فرض ضرائب هائلة، حتى في السويد، للوفاء بديونه دون أن يعفي رجال الدين أو المؤسسات الدينية من ذلك، أثناء الغياب المؤقت لكريستيان الأول في فنلندا، تولى رئيس الأساقفة الوصاية في السويد؛ ولما رأى الناس يثورون على الملك وعلى الضرائب الباهظة، تبنى قضيتهم وأوقف تحصيل الضرائب، مما أبدى استياء الملك وأمر باعتقاله وإرساله إلى الدنمارك، وعندها اندلعت ثورة جديدة في السويد بقيادة ابن خاله كيتيل كارلسون فاسا أسقف لينشوبينغ وتمكن من هزيمة جيش كريستيان الأول عام 1464، أصبح الوصي الفعلي، تم استدعاء كارل الثامن إلى العرش مرة أخرى، وبعد فترة وجيزة تصالح كريستيان الأول معه وسمح له بالعودة إلى السويد، بحيث أثار الشعب مرة أخرى ضد كارل الذي تم حرمانه كنسيًا، نجح رئيس الأساقفة أخيرًا في إجبار كارل على تنازل عن العرش والاعتراف بكريستيان الأول مرة أخرى كملك للسويد، لكن في الواقع أصبح رئيس الأساقفة يمسك بزمام السلطة الفعلية ويدير الشؤون كما لو كان صاحب السيادة الفعلية، لم يكن قادرًا على تحمل هذا الدور لوحده، اجتمعت الفصائل الساخطة ضده في عام 1466 وانتخبت إريك أكسلسون توت بصفته الوصي مناصفاً له، وعندها اضطر بنغتسون إلى التقاعد، ولكن الخلافات استمرت عندما رجع كارل الثامن مرة أخرى مع أوائل 1467، وجد رئيس الأساقفة ملجأً في جزيرة أولاند، وتوفي ببورغهولم في 15 ديسمبر 1467.